# Golßen
Golßen is een gemeente in de Duitse deelstaat Brandenburg, en maakt deel uit van het Landkreis Dahme-Spreewald.
Golßen telt 2.507 inwoners.